# Carlos Echeverría (director)
 Carlos Alejandro Echeverría  es un director de cine volcado hacia el género documental. Sus trabajos se han dirigido fundamentalmente a reflexionar acerca de las relaciones entre memoria y política, así como sobre las pautas culturales del autoritarismo.

## Actividad profesional
Fue militante estudiantil a comienzos de la década de 1970. Estudió cine documental en la Escuela de Altos Estudios de Múnich (Alemania) donde en 1981 filmó su primera película: Ensayo sobre Dachau (1981). Trabajó como docente, 
asistente de dirección y camarógrafo. Empezó guionando y dirigiendo filmes de corto y mediometraje como Material humano (cortometraje) y Situaciones en el límite, ambos de 1982.
Desde Alemania filmó Cuarentena  (1984), basada en el exilio de Osvaldo Bayer en Berlin y el contexto de las elecciones de octubre de 1983, en el final de la dictadura en la Argentina.
Mientras investigaba con la finalidad de hacer un documental sobre el secuestro de Juan Marcos Herman ocurrido en julio de 1977, fue el primer cineasta argentino que entrevistó -ya en democracia- a militares represores de la dictadura militar de 1976-1983. Echeverría cuenta que debió proceder con suma cautela para lograr el objeto de su investigación. Poco antes de regresar a Alemania hizo dos entrevistas importantes que programó para el mismo día por las mismas razones, una en el edificio del Comando en Jefe del Ejército y otra en la sede del Regimiento Patricios, en el barrio de Palermo, con el jefe de inteligencia de la zona de Bariloche durante la dictadura, y a uno de los involucrados en el secuestro. Fruto de ese trabajo fue Juan, como si nada hubiera sucedido (1987) 
Durante 1993 y 1994 se sumó al equipo de Edición Plus (Telefé).

## Filmografía
Director
- Chubut, Libertad y Tierra (2019)
- Huellas de un siglo  (2010)
- Querida Mara, cartas de un viaje por la Patagonia (2008)
- Pacto de silencio  (2006)
- Los chicos y la calle (2001)
- Juan, como si nada hubiera sucedido (1987)
- El Gringo loco, invierno en la Patagonia (mediometraje) (1984)
- Cuarentena: Exilio y regreso  (1983)
- Material humano (cortometraje) (1982)
- Situaciones en el límite (mediometraje) (1982)

Producción
- Chubut, Libertad y Tierra (2019)
- Pacto de silencio (2006)

Cámara
- Querida Mara, cartas de un viaje por la Patagonia(2008)
- Pacto de silencio  (2006)
- Los chicos y la calle (2001)
- Puente La Noria  (1993)
- Los descampados (mediometraje) (1988)
- Juan, como si nada hubiera sucedido (1987)
- Material humano (cortometraje) (1982)
- Situaciones en el límite (mediometraje) (1982)

Guionista
- Chubut, Libertad y Tierra (2019)
- Querida Mara, cartas de un viaje por la Patagonia (2008)
- Pacto de silencio  (2006)
- Los chicos y la calle (2001)
- Los descampados (mediometraje) (1988)
- Juan, como si nada hubiera sucedido (1987)
- El Gringo loco, invierno en la Patagonia (mediometraje) (1984)
- Cuarentena: Exilio y regreso  (1984)
- Material humano (cortometraje) (1982)
- Situaciones en el límite (mediometraje) (1982)

Sonido
- Cuarentena: Exilio y regreso  (1984)

Fotografía
- Chubut, Libertad y Tierra (2019)
- Querida Mara, cartas de un viaje por la Patagonia (2008)
- Los chicos y la calle (2001)
- Juan, como si nada hubiera sucedido (1987)

Montaje
- Chubut, Libertad y Tierra (2019)
- Querida Mara, cartas de un viaje por la Patagonia (2008)
- Pacto de silencio  (2006)
- Los descampados (mediometraje) (1988)
- Material humano (cortometraje) (1982)

Colaboración en el guion
- Ojos azules  (1989)

Textos
- Chubut, Libertad y Tierra (2019)
- Querida Mara, cartas de un viaje por la Patagonia (2008)
- Juan, como si nada hubiera sucedido (1987)

Asistente de dirección
- Ojos azules  (1989)

Investigación
- Juan, como si nada hubiera sucedido (1987)

Segunda unidad de cámara
- Desembarcos  (1989)

### Películas
- Versión en línea del film Pacto de silencio
- Versión en línea del film Querida Mara, cartas de un viaje por la Patagonia
- Versión en línea del film Juan, como si nada hubiera sucedido

### Información
- Información sobre Carlos Echeverría en el sitio del cine nacional
- Información sobre Carlos Echeverría en Internet Movie Data Base

- Datos: Q23304205